# Steven Severin

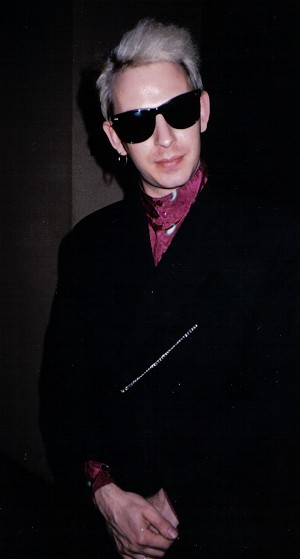
Steve Severin 1986

Steven Severin (* 25. September 1955 in London), bürgerlich Steven John Bailey, ist ein britischer Bassgitarrist, Komponist und Journalist.
Zusammen mit Siouxsie Sioux gründete er 1976 die Band Siouxsie and the Banshees, für die er textete und Bass spielte. Daneben war er, mit Robert Smith, Mitglied des Projekts The Glove. Heute komponiert Severin Filmmusik (u. a. für den Gruselfilm London Voodoo) und arbeitet als Musikproduzent und Journalist. Als seine größten musikalischen Einflüsse benennt Severin Velvet Underground, Roxy Music, The Stooges, David Bowie, Kraftwerk, Captain Beefheart, Gavin Bryars und Nino Rota.
Seit dem 2. Oktober 2002 ist er mit der texanischen Schauspielerin Arban Ornelas verheiratet. Das Paar hat eine gemeinsame Tochter und gründete die Band Darling Hate.

## Diskografie
- Visions (1998)
- Maldoror (1999)
- The Woman in the Dunes (2000)
- UnisexDreamSalon (2001)
- London Voodoo (Original Soundtrack) (2004)
- Beauty & The Beast (2005)
- Nature Morte (Original Soundtrack) (2006)
- Music for Silents (2008)
- Eros Plus Massacre (2009)
- Blood of a Poet (2010)
- Vampyr (2011)